# Berengario II d'Ivrea
Berengario II (900 circa – Bamberga, 6 luglio 966) è stato un sovrano franco, conte di Milano e probabilmente marchese di Lombardia dal 928 al 941, dopo 10 anni di missatico sempre a Milano, marchese d'Ivrea forse dal 936 al 941, come successore del fratellastro Anscario II passato al ducato di Spoleto, e sicuramente dal 945 al 957, assumendo nel 950 anche il titolo di re d'Italia dal 950 al 961.

## Biografia
Figlio di Adalberto I di Ivrea e di Gisla, figlia di Berengario I re d'Italia e imperatore, nell'anno 950 Berengario II, alla morte di Lotario II, ottenne per sé e per il figlio Adalberto a Pavia, nella basilica di San Michele, la corona d'Italia.
La loro posizione politica fu resa debole dal sospetto che i due avessero avvelenato il loro predecessore, quindi Berengario cercò di rafforzare la legittimità dell'investitura costringendo la vedova di Lotario a sposare Adalberto. In Germania vennero accusati di usurpazione e questo provocò l'intervento dell'allora re di Germania Ottone. Questi li costrinse alla fuga e assunse il titolo di Re dei Franchi e degli Italici (951) preludio ad una sua richiesta di investitura formale del titolo regale italiano. I due marchesi trovarono successivamente un accordo con Ottone che, nel 952, confermò loro la successione.
Il loro atteggiamento e la loro azione politica provocarono malcontento fra i maggiorenti del regno, i quali richiesero più volte un intervento del sovrano tedesco: evento che si realizzò solamente nel 956-957, per mano del figlio di Ottone e duca di Svevia Liudolfo, e che terminò con un accordo che confermava agli anscarici il titolo regale e il potere in Italia.
Nel 959 Berengario ed il figlio Adalberto avviarono una serie di purghe contro i filo-ottoniani. Una vittima fu Tebaldo II, duca di Spoleto e marchese di Camerino, della dinastia degli Hucpoldingi, contro il quale Berengario II organizzò una spedizione volta a sottrargli i suoi possedimenti. Alla spedizione partecipò anche il futuro doge Pietro IV Candiano.
Successivamente, Berengario attuò una politica aggressiva nei confronti del papato che spinse Giovanni XII a richiedere ad Ottone di scendere in Italia. Nel 961 il re di Germania giunse in Italia per la seconda volta.
Le truppe di Berengario si rifiutarono di combattere, costringendo padre e figlio ad asserragliarsi presso la fortezza di San Leo. Ottone li depose formalmente dal titolo regale e si fece incoronare Imperatore da Giovanni XII.
Caduta San Leo nel 963, Berengario fu arrestato ed esiliato a Bamberga assieme alla moglie Willa, sorvegliato dal margravio di Nordgau Bertoldo di Schweinfurt. Ebbero per figlia la futura regina di Francia Rozala.

## Famiglia e figli
Berengario II sposò Willa III d'Arles, figlia del conte d'Avignone e d'Arles e margravio di Toscana della stirpe dei Bosonidi Bosone VI di Provenza, e di Willa II di Borgogna, figlia del re di Borgogna della stirpe dei Vecchi Welfen Rodolfo I e di Willa di Provenza. Essi ebbero:
- Adalberto II d'Ivrea, marchese d'Ivrea e re d'Italia;
- Guido d'Ivrea, marchese d'Ivrea dal 951 al 965;
- Corrado d'Ivrea, marchese d'Ivrea dal 970 fino agli anni 990-995 circa, e duca di Spoleto e Camerino dal 996 alla morte di fine 997 o inizio 998;
- Rozala d'Ivrea, che sposò Arnolfo II di Fiandra, divenendo contessa consorte delle Fiandre, dal 978 circa al 987; successivamente di risposò con il re capetingio Roberto II di Francia, divenendo regina consorte dei Franchi, dal 988 al 992 circa;
- Gerberga d'Ivrea, seconda moglie del marchese Aleramo I di Savona e del Monferrato;
- Berta, badessa di S. Sisto di Piacenza.

## Ascendenza
|                       |                     |                       | Genitori             |  |  | Nonni |  |  | Bisnonni            |  |  | Trisnonni |  |
|                       |                     |                       |                      |  |  |       |  |  | Amedeo di Langres ? |  |  | …         |  |
|                       |                     |                       |                      |  |  |       |  |  | Amedeo di Langres ? |  |  | …         |  |
|                       |                     | …                     |                      |  |  |       |  |  | Amedeo di Langres ? |  |  |           |  |
| Anscario I            |                     |                       |                      |  |  |       |  |  | Amedeo di Langres ? |  |  |           |  |
|                       |                     | …                     | …                    |  |  |       |  |  |                     |  |  |           |  |
|                       |                     | …                     | …                    |  |  |       |  |  |                     |  |  |           |  |
|                       |                     | …                     | …                    |  |  |       |  |  |                     |  |  |           |  |
| Adalberto I d'Ivrea   |                     | …                     |                      |  |  |       |  |  |                     |  |  |           |  |
|                       |                     | …                     | …                    |  |  |       |  |  |                     |  |  |           |  |
|                       |                     | …                     | …                    |  |  |       |  |  |                     |  |  |           |  |
|                       |                     | …                     | …                    |  |  |       |  |  |                     |  |  |           |  |
| …                     |                     | …                     |                      |  |  |       |  |  |                     |  |  |           |  |
|                       |                     | …                     | …                    |  |  |       |  |  |                     |  |  |           |  |
|                       |                     | …                     | …                    |  |  |       |  |  |                     |  |  |           |  |
|                       |                     | …                     | …                    |  |  |       |  |  |                     |  |  |           |  |
| Berengario II d'Ivrea |                     | …                     |                      |  |  |       |  |  |                     |  |  |           |  |
|                       | Eberardo del Friuli | Unruoch II del Friuli |                      |  |  |       |  |  |                     |  |  |           |  |
|                       | Eberardo del Friuli | Unruoch II del Friuli |                      |  |  |       |  |  |                     |  |  |           |  |
|                       | Eberardo del Friuli | Engeltrude di Tolosa  |                      |  |  |       |  |  |                     |  |  |           |  |
| Berengario del Friuli | Eberardo del Friuli |                       |                      |  |  |       |  |  |                     |  |  |           |  |
|                       |                     | Gisella               | Ludovico il Pio      |  |  |       |  |  |                     |  |  |           |  |
|                       |                     | Gisella               | Ludovico il Pio      |  |  |       |  |  |                     |  |  |           |  |
|                       |                     | Gisella               | Giuditta di Baviera  |  |  |       |  |  |                     |  |  |           |  |
| Gisla del Friuli      |                     | Gisella               |                      |  |  |       |  |  |                     |  |  |           |  |
|                       |                     | Suppone II            | Adelchi I di Spoleto |  |  |       |  |  |                     |  |  |           |  |
|                       |                     | Suppone II            | Adelchi I di Spoleto |  |  |       |  |  |                     |  |  |           |  |
|                       |                     | Suppone II            | …                    |  |  |       |  |  |                     |  |  |           |  |
| Bertila di Spoleto    |                     | Suppone II            |                      |  |  |       |  |  |                     |  |  |           |  |
|                       |                     | Berta                 | Vifredo I            |  |  |       |  |  |                     |  |  |           |  |
|                       |                     | Berta                 | Vifredo I            |  |  |       |  |  |                     |  |  |           |  |
|                       |                     | Berta                 | …                    |  |  |       |  |  |                     |  |  |           |  |
|                       |                     | Berta                 |                      |  |  |       |  |  |                     |  |  |           |  |